# Bogusław Czechowicz
Bogusław Czechowicz (ur. 1967 we Wrocławiu) – śląski historyk sztuki i historyk, prof. dr hab.

## Życiorys
W latach 1988–1993 studiował historię sztuki na Uniwersytecie Wrocławskim, tu się doktoryzował z historii sztuki w 2001, w 2010 habilitował się z historii na Uniwersytecie w Hradcu Králové (Republika Czeska). W 2015 uzyskał na Uniwersytecie Jana Ewangelisty Purkyniego w Uściu nad Łabą (Republika Czeska) drugi doktorat (PhDr.) z historii. W 2017 po przeprowadzonej tam procedurze o nadanie tytułu naukowego dekretem prezydenta Republiki Czeskiej mianowany profesorem historii. Jego zainteresowania badawcze obejmują sztukę późnego średniowiecza, baroku i niektóre aspekty sztuki XIX i XX w., dzieje kartografii i starożytnictwa; w ostatnich latach biblijne asocjacje europejskiej kultury i historiozofii. 
Od 2019 wykłada na Uniwersytecie Śląskim w Opawie (Slezská Univerzita v Opavě) w Instytucie Nauk Historycznych Wydziału Filozoficzno-Przyrodniczego. W latach 2007–2015 pracował na Uniwersytecie w Hradcu Králové, a w latach 2011–2019 na Uniwersytecie Opolskim. Dawniej jako eksternista wykładał też na Uniwersytecie Wrocławskim, Uniwersytecie Przyrodniczym we Wrocławiu, Wyższej Szkole Technicznej w Katowicach, Wałbrzyskiej Wyższej Szkole Zarządzania i Przedsiębiorczości, Uniwersytecie J.E. Purkyniego w Ústi nad Labem, a w l. 1994–2010 pracował w Muzeum Narodowym we Wrocławiu.  
W latach 1991–1993 członek redakcji popularnonaukowego periodyku „Karkonosz. Sudeckie Materiały Krajoznawcze”, w latach 1991–1995 w redakcji „Śląskich Zeszytów Krajoznawczych”, współtwórca periodyku naukowego „Dzieła i Interpretacje” (wydawany w latach 1993-2009), organizator lub współorganizator kilku konferencji naukowych (w 1997, 1999 i 2008 r. we Wrocławiu, w 2000 w Świdnicy, w 2005 w Żaganiu, w 2007 w Brzegu, w 2009 w Głogowie, w 2010 w Ziębicach, w 2012 w Orlickim Zahoří-Bedřichovce), w 2014 i 2022 w Opawie, w 2016 w Opolu, w 2017 i 2022 w Kłodzku, w 2022 Katowicach - tu jedna z sekcji VII Kongresu Mediewistów Polskich). Ongiś redaktor serii Czeski horyzont. Członek redakcji lub rad redakcyjnych kilku periodyków wydawanych w RP i RCz.   
Autor 30 monografii autorskich z zakresu bardzo szeroko rozumianych historii sztuki i historii oraz na ich styku, przeszło 200 artykułów i rozpraw naukowych oraz ponad 100 recenzji publikowanych po polsku, czesku, angielsku, niemiecku, holendersku, rosyjsku i węgiersku. Aktywny (z referatem) uczestnik ponad 150 konferencji naukowych. Współpracował też z wieloma czasopismami popularnonaukowymi, m.in.: „Sudety”, „Spotkania z Zabytkami”, „Zabytki – Heritage”, „Vlastivědné listy Slezska”. Autor kilkuset not do Wielkiej Encyklopedii Powszechnej PWN. Encyklopedii religii PWN oraz Encyklopedii Wrocławia. Autor i współautor wystaw i ekspozycji w instytucjach Broumova, Wrocławia, Jeleniej Góry, Wiednia i Marburga.   
Dawniej animator życia naukowego na Śląsku, szczególnie we Wrocławiu, zwłaszcza w relacjach z ośrodkami naukowymi na terenie Republiki Czeskiej, obecnie bardziej aktywny na jej obszarze. Propagator nowego spojrzenia na miejsce Śląska w Koronie Królestwa Czech, a szczególnie roli Wrocławia jako ośrodka przez wieki konkurencyjnego w stosunku do stołecznej Pragi, zarazem silnie wpisanego w ideologię polityczną państwa czeskiego między połową XIV i XVIII wieku. Wśród ważnych osiągnięć naukowych wymienić też należy zdekodowanie ryciny Melencolia I autorstwa Albrechta Dürera z 1514, jednego z największych "rebusów" kultury europejskiej. W swoich badaniach nad dawną kartografią wprowadził nowe metody interpretacji tej specyficznej grupy zabytków, traktowanych tak, jak inne dzieła sztuk plastycznych, nie rezygnując z postrzegania tych dziel w kontekście politycznym, prawnym czy nawet filozoficznym. Od lat wprowadza też do interpretacji dziel sztuki oraz pisemnych przekazów źródłowych komponent biblijny, skutkujący na przykład coraz śmielszym odchodzeniem od tradycyjnego paradygmatu stylowego (gotyk, renesans, barok) na rzecz prób określenia stosunku danej epoki do biblijnego dziedzictwa.  
Przez lata aktywny członek Polskiego Towarzystwa Turystyczno-Krajoznawczego (1984–1995) i Stowarzyszenia Historyków Sztuki (1994–2001), w latach 2009-2022 zrzeszony we Wrocławskim Towarzystwie Miłośników Historii (oddziale Polskiego Towarzystwa Historycznego) - przez lata członek zarządu lub przewodniczący komisji rewizyjnej. Za działalność naukową wyróżniany Nagrodą im. Adama Heymowskiego przyznawaną przez Polskie Towarzystwo Heraldyczne (2006), dwukrotnie (2011 i 2012) przez rektora Uniwersytetu w Hradcu Králové. Nagradzano lub drukowano także pisane pod jego kierunkiem prace licencjackie, magisterskie i doktorskie, ewentualnie publikowano artykuły pisane na ich podstawie. Recenzent w przewodach habilitacyjnych i doktorskich przeprowadzonych na uniwersytetach w Brnie, Opawie i Uściu nad Łabą.  
Długo zaangażowany w propagowanie idei powrotu na Śląsk zabytków wywiezionych po drugiej wojnie światowej do Warszawy i innych miejsc Rzeczypospolitej Polskiej (m.in. inicjator i współautor stosownych raportów wykonywanych na zlecenie Dolnośląskiego Urzędu Marszałkowskiego); w 2004; przyczynił się do odzyskania z Anglii przez Ministerstwo Spraw Zagranicznych RP zaginionych w 1945 fragmentów graduału z Raciborza. 

## Publikacje (książki autorskie, opracowania zbiorowe pod redakcją lub współredakcją)
Ważniejsze książki autorskie:
- Dialog form i treści w architekturze Wrocławia (Wrocław 2003, format A5, 112 s.)
- Kaplice w dawnym hrabstwie kłodzkim (Wrocław 2003, format B5, 220 s.)
- Nagrobki późnogotyckie na Śląsku (= Acta Universitatis Wratislaviensis, 2583) (Wrocław 2003, format A4, 318 s.)
- Historia kartografii Śląska XIII-XIX wieku (Wrocław 2004, format A5, 188 s.)
- Książęcy mecenat artystyczny na Śląsku u schyłku średniowiecza (Warszawa 2005, format B5, 728 s.)
- Bernharda Mannfelda „Śląsk w obrazach”. Śląskie zabytki w akwareli i rysunku z 1871 roku (= Materiały do dziejów śląskiego starożytnictwa, 1) (Wrocław 2005, format A5, 112 s.)
- Kościół w Gorzanowie na Ziemi Kłodzkiej. Przyczynek do dziejów sztuki czeskiej (Wrocław 2007, format A5, 160 s.)
- Sukcesorzy śląskich Piastów. W trzechsetlecie śmierci Ostatniej z Rodu (1707-2007) (= Biblioteka Dolnego Śląska, 3) (Wrocław 2007, format A5, 224 s.)
- Visus Silesiae. Treści i funkcje ideowe kartografii Śląska XVI-XVIII wieku (= Acta Universitatis Wratislaviensis, 3032) (Wrocław 2008, format A4, 224 s.)
- Między katedrą a ratuszem. Polityczne uwarunkowania sztuki Wrocławia u schyłku średniowiecza (Warszawa 2008, format A5, 382 s.)
- Ars lucrum nostrum. Prace z historii sztuki i kultury (Wrocław 2008, format B5, 272 s.)
- Kladské dějepisectví v Polsku po druhé světové válce. Historická věda ve službách státní politiky a národní ideologie (Červený Kostelec 2010, format A5, 236 s.)
- Dvě centra v Koruně. Čechy a Slezsko na cestách integrace a rozkolu v kontextu ideologie, politiky a umění (1348-1458) (České Budějovice 2011, format B5, 332 s.)
- Kaplice w dawnym Księstwie Ziębickim (Wrocław 2012, format B5, 158 s.)
- Böhmische Erbfolge und Breslau in den Jahren 1348-1361. Kunst und Geschichte auf Wegen und Holzwegen der Historiographie (Červený Kostelec 2013, format A5, 278 s.)
- Z Biblią w tle. Prace z historii kultury Europy Środkowej (= Silesianeum, 1), (Wrocław 2015, format B5, 314 s.)
- Na czesko-morawsko-śląskim styku. O wiekach XV-XVIII i trudnym ich postrzeganiu (= Uniwersytet Opolski - Studia i Monografie, 529), (Opole 2016, format B5, 280 s.)
- Idea i państwo. Korona Królestwa Czech w latach 1457-1547, I, Historiograficzny gorset. Korona Czeska oczami pokoleń badaczy (Wrocław 2017, format B5, 180 s.)
- Idea i państwo. Korona Królestwa Czech w latach 1457-1547, II, "Sic noster rex Jiřík" czy "occupator regni Bohemiae"? Rządy w Koronie Jerzego z Podiebradów (Wrocław 2017, format B5, 254 s.)
- Idea i państwo. Korona Królestwa Czech w latach 1457-1547, III, „Mathias Primus Dei gratia rex Bohemiae”. Rehabilitacja nieuznawanego króla (Wrocław 2017, format B5, 328 s.)
- Idea i państwo. Korona Królestwa Czech w latach 1457-1547, IV, Król i stany, 1, Siła słabości? Długie późne rządy Władysława II (Wrocław 2017, format B5, 302 s.)
- Idea i państwo. Korona Królestwa Czech w latach 1457-1547, IV, Król i stany, 2, Książęta i szlachta, A, Książęta i hrabiowie (Wrocław 2020, format B5, 374 s.)
- Idea i państwo. Korona Królestwa Czech w latach 1457-1547, IV, Król i stany, 2, Książęta i szlachta, B, Magnaci (Wrocław 2020, format B5, 824 s.)[7].
- Migotanie przeszłości. Prace z historii sztuki i historii historiografii (głównie) Śląska (Wrocław 2020, format B5, 220 s.)
- Stołeczne miasto Wrocław. Przewodnik po zapomnianej historii śląskiej metropolii (Wrocław 2020, format A5, 144 s.)
- Idea i państwo. Korona Królestwa Czech w latach 1457-1547, IV, Król i stany, 2, Książęta i szlachta, B, Rycerze, włodykowie i inni "urodzeni" (Wrocław 2022, format B5, 584 s.)
- Wokół Pragi i Wrocławia. Studia nad przeszłością i o tym, co po niej zostało (Wrocław 2023, format B5, 190 s.)
- Idea i państwo. Korona Królestwa Czech w latach 1457-1547, IV, Król i stany, 3, Miasta i mieszczanie, A, Miasta królewskie Czech (Wrocław 2024, format B5, 462 s.

Opracowania zbiorowe pod redakcją lub współredakcją:
- O sztuce sepulkralnej na Śląsku. Materiały z sesji Oddziału Wrocławskiego Stowarzyszenia Historyków Sztuki, Wrocław, 25-26 października 1996 roku (Wrocław 1997, format B5, 208 s., współredaktor)
- Z dziejów rysunku i grafiki na Śląsku oraz w kolekcjach i zbiorach ze Śląskiem związanych. Materiały z sesji Oddziału Wrocławskiego Stowarzyszenia Historyków Sztuki, 23-24 marca 1999 roku (Wrocław 1999, format B5, 220 s., współredaktor)
- Dziedzictwo artystyczne Świdnicy (Wrocław - Świdnica 2003, format B5, 232 s., redaktor)
- Dziedzictwo artystyczne Żagania (Wrocław - Zielona Góra - Żagań 2006, format B5, 192 s. współredaktor)
- Historia u Piastów, Piastowie w historii. Z okazji trzechsetlecia śmierci ostatniej z rodu, księżnej Karoliny (Brzeg 2008, format B5, 280 s., redaktor)
- Glogovia Maior. Wielki Głogów między blaskiem dziejów i cieniem ruin (Głogów - Zielona Góra 2010, format B5, 476 s., współredaktor)
- Ziębice – miasto św. Jerzego. Dzieje i kultura dawnej stolicy książęcej (Wrocław 2010, format B5, 350 s., redaktor)
- Śródmiejska katedra. Kościół św. Marii Magdaleny w dziejach i kulturze Wrocławia (Wrocław 2010, format A5, 640 s., redaktor)
- Księstwo Opolskie i Raciborskie. Terytoria - struktury - elity - dziedzictwo (Opole 2015, format B5, 188 s., redaktor)
- Monety - zamek - nagrobek. Książę Karol I z Podiebradów (1476-1536) między dziedzictwem przodków a dokonaniami potomków (Červený Kostelec - Wrocław 2015, format A5, 362 s., redaktor)
- Sztuka dawnego Opola (Opole 2018, format B5, 296 s., współredaktor)
- Projektowanie historii. Historiografia Ziemi Kłodzkiej od średniowiecza do współczesności (Kłodzko 2018, format A4, 124 s., redaktor)
- Opavští Přemyslovci v dějinách a kultuře / Opawscy Przemyślidzi w dziejach i kulturze (Opava – Katowice 2022 = Opavská historická sympozja, 2, format B5, 432 s., współredaktor)
- Gdy średniowiecze stawało się nowożytnością…, Wrocław 2024 (= VII Kongres Mediewistów Polskich, 4), (Wrocław 2024, format B5, ss. 192, redaktor)